# 清水富士夫
清水 富士夫（しみず ふじお、1940年1月29日 - ）は、日本の元フェンシング選手、物理学者。1964年東京オリンピック、1968年メキシコシティーオリンピック日本代表選手。

## 経歴
東京都出身。1962年、1964年、1965年に全日本フェンシング選手権優勝。
1967年に東京大学大学院を卒業。5年あまりの博士研究員生活の後、東京大学工学部助教授に就任、1998年より電気通信大学レーザー新世代研究センター教授。
1998年に『原子波ホログラフィーの開拓』にて仁科記念賞を受賞。